# كارل روزينكرانتس
كارل روسينكرانز (بالألمانية: Karl Rosenkranz)‏ (و. 1805 – 1879 م) هو فيلسوف، ومؤرخ أدبي، وأستاذ جامعي ألماني، ولد في مغدبورغ، توفي في كونيغسبرغ، عن عمر يناهز 74 عاماً.

## التعليم
تعلم في جامعة هايدلبرغ، وتعلم في جامعة هومبولت في برلين، وتعلم في جامعة هاله
.